# Anne O'Shea
Pour les articles homonymes, voir O'Shea.
Anne O'Shea, née le 5 septembre 1987, est une skeletoneuse américaine.

## Biographie
Elle fait ses débuts en compétition en 2004. Elle entre dans la Coupe du monde lors de la saison 2007-2008. Elle monte sur son premier podium en décembre 2011 en terminant deuxième de la manche de La Plagne.

## Palmarès

### Championnat du monde
- Meilleur classement : 10e en 2011.

### Coupe du monde
- Meilleur classement général : 8e en 2012.
- 1 podium individuel : 1 deuxième place.

### Championnats des États-Unis
- Vainqueur en 2011 et 2013.